# Boss key
Boss Key наричаме горещ клавиш или комбинация от клавиши използвани в компютърните игри или други програми. Накратко тази функция служи за бързо скриване на работещо приложение. Използва се най-вече от хора, които има опасност да бъдат хванати на работните си места, че чатят или разглеждат страници в Интернет.